# UEFA Women's Champions League 2014-2015
La UEFA Women's Champions League 2014-15 è la quattordicesima edizione del campionato europeo di calcio femminile per club. La finale si è giocata a Berlino, in Germania, al Friedrich-Ludwig-Jahn-Sportpark.

## Squadre partecipanti
I posti vengono assegnati in base al coefficiente UEFA dei campionati femminili nazionali. La Repubblica Ceca ha superato l'Austria nel ranking raggiungendo l'ottava posizione, l'ultima utile per qualificare 2 squadre.
Delle 54 squadre partecipanti le formazioni dei Paesi con coefficiente compreso tra primo e quattordicesimo posto entrano in competizione dai direttamente dai sedicesimi, mentre le restanti 32 squadre affrontano la fase preliminare per determinare le restanti 10 ammesse alla fase principale a eliminazione diretta.
Nella simbologia CN denota la squadra campione nazionale, 2ª la seconda classificata, Ned 1 e Bel 1 la squadra olandese e la squadra belga meglio classificate nella BeNe League, il campionato di calcio femminile unito di Belgio e Paesi Bassi.
Il Linköping, giunto terzo nel campionato svedese, ha sostituito il Tyresö (finalista nell'edizione precedente) e viene contrassegnato con il simbolo 3ª.
Il KÍ Klaksvík è l'unica squadra ad aver partecipato a tutte le edizioni della competizione.
| Qualificate ai sedicesimi         | Qualificate ai sedicesimi  | Qualificate ai sedicesimi | Qualificate ai sedicesimi |
| --------------------------------- | -------------------------- | ------------------------- | ------------------------- |
| Olympique Lione (CN)              | Paris Saint-Germain (2ª)   | Wolfsburg (CN)            | 1. FFC Francoforte (2ª)   |
| FC Rosengård (CN)                 | Linköping (3ª)             | Rjazan'-VDV (CN)          | Zvezda 2005 Perm' (2ª)    |
| Liverpool (CN)                    | Bristol Academy (2ª)       | Brescia (CN)              | Torres (2ª)               |
| Fortuna Hjørring (CN)             | Brøndby (2ª)               | Slavia Praga (CN)         | Sparta Praga (2ª)         |
| Stabæk (CN)                       | Barcellona (CN)            | Neulengbach (CN)          | Stjarnan (CN)             |
| BIIK Kazygurt (CN)                | Twente (Ned 1)             |                           |                           |
| Qualificate ai gironi preliminari |                            |                           |                           |
| Glasgow City (CN)                 | Medyk Konin (CN)           | Standard Liegi (Bel 1)    | Zurigo (CN)               |
| Olimpia Cluj (CN)                 | Åland United (CN)          | Žytlobud-1 Charkiv (CN)   | MTK (CN)                  |
| Amazones Dramas (CN)              | Minsk (CN)                 | Apollon Limassol (CN)     | Spartak Subotica (CN)     |
| SFK 2000 (CN)                     | Raheny United (CN)         | Atlético Ouriense (CN)    | ASA Tel Aviv (CN)         |
| Union Nové Zámky (CN)             | Pomurje (CN)               | NSA Sofia (CN)            | KÍ Klaksvík (CN)          |
| Osijek (CN)                       | Gintra Universitetas (CN)  | Cardiff Met. Ladies (CN)  | Kočani (CN)               |
| Konak (CN)                        | Glentoran Belfast Utd (CN) | Pärnu (CN)                | Goliador Chișinău (CN)    |
| Hibernians (CN)                   | Rīgas FS (CN)              | Ekonomist (CN)            | Vllaznia (CN)             |

## Turni e sorteggi
Il calendario della competizione.
| Turno          | Sorteggio        | Andata            | Ritorno             |
| -------------- | ---------------- | ----------------- | ------------------- |
| Qualificazioni | 26 giugno 2014   | 9-14 agosto 2014  | 9-14 agosto 2014    |
| Sedicesimi     | 22 agosto 2014   | 8-9 ottobre 2014  | 15-16 ottobre 2014  |
| Ottavi         | 22 agosto 2014   | 8-9 novembre 2014 | 12-13 novembre 2014 |
| Quarti         | 19 novembre 2014 | 21-22 marzo 2015  | 28-29 marzo 2015    |
| Semifinali     | 19 novembre 2014 | 18-19 aprile 2015 | 25-26 aprile 2015   |
| Finale         | 19 novembre 2014 | 14 maggio 2015    | 14 maggio 2015      |

## Qualificazioni

### Partecipanti al turno preliminare
Le 32 squadre che partecipano ai preliminari vengono divise in quattro fasce da otto per il sorteggio in base al coefficiente UEFA del club. Inoltre, trattandosi di gironi di sola andata, vengono designate le 8 squadre ospitanti. Si qualificano ai sedicesimi la prima classificata di ogni girone e le due migliori seconde.
 N.B. Nella dicitura dei gironi viene indicata in corsivo la squadra ospitante. 
| 1ª fascia | 2ª fascia | 3ª fascia | 4ª fascia |
| --- | --- | --- | --- |
| - Glasgow City (ospitante) - Zurigo - Standard Liegi - Apollon Limassol - MTK - Olimpia Cluj (ospitante) - Spartak Subotica - SFK 2000 (ospitante) | - Žytlobud-1 Charkiv - Konak - NSA Sofia - ASA Tel Aviv - Åland United - Osijek (ospitante) - KÍ Klaksvík - Pomurje | - Medyk Konin - Pärnu - Gintra Universitetas (ospitante) - Atlético Ouriense (ospitante) - Union Nové Zámky - Minsk - Amazones Dramas - Raheny United | - Glentoran Belfast Utd - Ekonomist (ospitante) - Cardiff Met. Ladies - Kočani - Goliador Chișinău - Vllaznia - Rīgas FS (ospitante) - Hibernians |

### Gruppo 1
| squadra  | G | V | P | S | GF | GS | DR  | Pt |
| -------- | - | - | - | - | -- | -- | --- | -- |
| Zurigo   | 3 | 2 | 1 | 0 | 7  | 1  | +6  | 7  |
| Konak    | 3 | 2 | 0 | 1 | 13 | 5  | +8  | 6  |
| Minsk    | 3 | 1 | 1 | 1 | 9  | 3  | +6  | 4  |
| Rīgas FS | 3 | 0 | 0 | 3 | 0  | 20 | -20 | 0  |

| Arbitro: | Sandra Bastos (Portogallo) |

|          |           |              |
| Humm 26’ | Marcatori | 45+3’ Sunday |

| Arbitro: | Marte Sørø (Norvegia) |

|                                                                             |           |  |
| Dușa 6’, 23’, 42’, 43’, 49’ Uraz 16’, 35’, 50’ Yağ 37’ Sârghe 38’ Topçu 39’ | Marcatori |  |

| Arbitro: | Marte Sørø (Norvegia) |

|                  |           |                |
| Kharlanova 45+2’ | Marcatori | 53’, 67’ Topçu |

| Arbitro: | Graziella Pirriatore (Italia) |

|                          |           |  |
| Deplazes 44’ Fischer 47’ | Marcatori |  |

| Arbitro: | Sandra Bastos (Portogallo) |

|  |           |                                                     |
|  | Marcatori | 16’ (pen.) Kuster 63’ Humm 67’ Stierli 76’ Terchoun |

| Arbitro: | Graziella Pirriatore (Italia) |

|  |           |                                                                                |
|  | Marcatori | 20’ Ishola 29’ Miroshnichenko 33’ Otuwe 52’ Kenda 53’, 55’ Buzunova 59’ Sunday |

### Gruppo 2
| squadra       | G | V | P | S | GF | GS | DR  | Pt |
| ------------- | - | - | - | - | -- | -- | --- | -- |
| Raheny United | 3 | 3 | 0 | 0 | 6  | 2  | +4  | 9  |
| Olimpia Cluj  | 3 | 2 | 0 | 1 | 10 | 3  | +7  | 6  |
| NSA Sofia     | 3 | 1 | 0 | 2 | 6  | 6  | 0   | 3  |
| Hibernians    | 3 | 0 | 0 | 3 | 1  | 12 | -11 | 0  |

| Arbitro: | Ana Minić (Serbia) |

|                                                                      |           |  |
| Asenova 43’, 62’ Koshuleva 60’ Demicoli 81’ (o.g.) Zammit 90’ (o.g.) | Marcatori |  |

| Arbitro: | Elia Martinez (Spagna) |

|           |           |                      |
| Voicu 62’ | Marcatori | 23’ Murray 81’ Shine |

| Arbitro: | Ana Minić (Serbia) |

|                  |           |  |
| Shine 45+2’, 50’ | Marcatori |  |

| Arbitro: | Tania Fernandes Morais (Lussemburgo) |

|                                         |           |  |
| Voicu 7’ Vágó 45+1’, 49’, 80’ Bâtea 71’ | Marcatori |  |

| Arbitro: | Elia Martinez (Spagna) |

|                 |           |                                    |
| Popadiynova 81’ | Marcatori | 41’, 69’ Vágó 56’ Vătafu 83’ Iușan |

| Arbitro: | Tania Fernandes Morais (Lussemburgo) |

|           |           |                      |
| Tonna 15’ | Marcatori | 38’ Cronin 79’ Shine |

### Gruppo 3
| squadra   | G | V | P | S | GF | GS | DR | Pt |
| --------- | - | - | - | - | -- | -- | -- | -- |
| MTK       | 3 | 3 | 0 | 0 | 6  | 1  | +5 | 9  |
| Pomurje   | 3 | 2 | 0 | 1 | 9  | 2  | +7 | 6  |
| Pärnu     | 3 | 1 | 0 | 2 | 2  | 8  | -6 | 3  |
| Ekonomist | 3 | 0 | 0 | 3 | 1  | 7  | -6 | 0  |

| Arbitro: | Sharon Sluyts (Belgio) |

|                           |           |  |
| Papp 45+4’ Kaján 67’, 73’ | Marcatori |  |

| Arbitro: | Vesna Budimir (Croazia) |

|                               |           |  |
| Vrabel 13’, 58’ Zver 25’, 43’ | Marcatori |  |

| Arbitro: | Kristina Husballe (Danimarca) |

|          |           |  |
| Nagy 57’ | Marcatori |  |

| Arbitro: | Vesna Budimir (Croazia) |

|  |           |                                     |
|  | Marcatori | 17’, 70’ Vrabel 79’ Kolbl 83’ Rogan |

| Arbitro: | Sharon Sluyts (Belgio) |

|                 |           |                          |
| Papp 23’ (o.g.) | Marcatori | 29’ Gál 87’ (pen.) Pádár |

| Arbitro: | Kristina Husballe (Danimarca) |

|                |           |                         |
| Krivokapić 77’ | Marcatori | 26’ Pajo 86’ Morkovkina |

### Gruppo 4
| squadra               | G | V | P | S | GF | GS | DR  | Pt |
| --------------------- | - | - | - | - | -- | -- | --- | -- |
| Glasgow City          | 3 | 3 | 0 | 0 | 10 | 0  | +10 | 9  |
| Žytlobud-1 Charkiv    | 3 | 2 | 0 | 1 | 8  | 5  | +3  | 6  |
| Glentoran Belfast Utd | 3 | 1 | 0 | 2 | 5  | 8  | -3  | 3  |
| Union Nové Zámky      | 3 | 0 | 0 | 3 | 3  | 13 | -10 | 0  |

| Arbitro: | Simona Ghisletta (Svizzera) |

|                                                              |           |  |
| Voronina 15’ Mozolska 31’, 36’ Foy 57’ (o.g.) Nesterenko 81’ | Marcatori |  |

| Arbitro: | Florence Guillemin |

|                                                             |           |  |
| McCulloch 26’ McSorley 28’, 90+4’ Lappin 32’ O'Sullivan 61’ | Marcatori |  |

| Arbitro: | Simona Ghisletta (Svizzera) |

|            |           |                                              |
| Orji 90+1’ | Marcatori | 12’ Kostyuchenko 70’ Voronina 74’ Znaidenova |

| Arbitro: | Barbara Bollenberg (Austria) |

|           |           |  |
| Whyte 41’ | Marcatori |  |

| Arbitro: | Florence Guillemin |

|  |           |                                        |
|  | Marcatori | 10’, 63’ O'Sullivan 18’ Love 57’ Brown |

| Arbitro: | Barbara Bollenberg (Austria) |

|                                                   |           |                           |
| Montgomery 56’ Wade 62’, 89’ Baxter 67’ Vance 76’ | Marcatori | 23’ Rybanská 81’ Břenková |

### Gruppo 5
| squadra           | G | V | P | S | GF | GS | DR  | Pt |
| ----------------- | - | - | - | - | -- | -- | --- | -- |
| Osijek            | 3 | 3 | 0 | 0 | 16 | 1  | +15 | 9  |
| Spartak Subotica  | 3 | 2 | 0 | 1 | 22 | 1  | +21 | 6  |
| Amazones Dramas   | 3 | 1 | 0 | 2 | 12 | 6  | +6  | 3  |
| Goliador Chișinău | 3 | 0 | 0 | 3 | 0  | 42 | -42 | 0  |

| Arbitro: | Petra Chudá (Slovacchia) |

|                                      |           |  |
| Marenić 32’ Nikolić 34’ Slović 90+6’ | Marcatori |  |

| Arbitro: | Leen Martens (Belgio) |

|                                                                                       |           |  |
| Lojna 1’, 43’, 78’ Andrlić 7’, 45+2’, 75’ Šalek 8’, 45’, 62’ Culek 25’ Balić 54’, 70’ | Marcatori |  |

| Arbitro: | Kateryna Zora (Ucraina) |

| |           |  |
| Nikolić 11’, 15’, 21’, 25’, 34’, 40’, 47’, 48’ Marenić 13’ Čanković 41’ Ilić 45’ Radanović 50’ Slović 57’, 67’ (pen.), 70’ Dragomir 63’ (o.g.) N'Réhy 80’, 83’, 90+1’ | Marcatori |  |

| Arbitro: | Leen Martens (Belgio) |

|             |           |                                         |
| Birtoiu 74’ | Marcatori | 34’ (pen.) Baban 45+3’ Šalek 57’ Joščak |

| Arbitro: | Petra Chudá (Slovacchia) |

|             |           |  |
| Cepernić 7’ | Marcatori |  |

| Arbitro: | Kateryna Zora |

|  |           |                                                                                            |
|  | Marcatori | 13’, 34’, 87’ Chatzioglou 24’, 36’ (pen.), 77’ Papadopoulou 44’, 67’, 68’, 74’, 80’ Mitkou |

### Gruppo 6
| squadra              | G | V | P | S | GF | GS | DR | Pt |
| -------------------- | - | - | - | - | -- | -- | -- | -- |
| Apollon Limassol     | 3 | 2 | 1 | 0 | 6  | 2  | +4 | 7  |
| Gintra Universitetas | 3 | 2 | 0 | 1 | 8  | 3  | +5 | 6  |
| Vllaznia             | 3 | 1 | 1 | 1 | 2  | 6  | -4 | 4  |
| KÍ Klaksvík          | 3 | 0 | 0 | 3 | 2  | 7  | -5 | 0  |

| Arbitro: | Melis Özçiğdem (Turchia) |

|               |           |                      |
| Klakstein 31’ | Marcatori | 39’ Jashari 48’ Doçi |

| Arbitro: | Marija Kurtes (Germania) |

|                                |           |               |
| Gilmore 23’, 62’ Cuschieri 64’ | Marcatori | 49’ Vanagaitė |

| Šiauliai 11 agosto 2014, ore 15:00 | Apollon Limassol          | 0 – 0 referto | Vllaznia | Savivaldybės stadionas\| Arbitro: \| Nelli Stepanyan (Armenia) \| |
| Arbitro:                           | Nelli Stepanyan (Armenia) |               |          |                                                                   |

| Arbitro: | Melis Özçiğdem (Turchia) |

|                            |           |  |
| Alekperova 55’ (pen.), 84’ | Marcatori |  |

| Arbitro: | Marija Kurtes (Germania) |

|                    |           |                                  |
| Ioannou 19’ (o.g.) | Marcatori | 15’ Violari 26’ Sidira 60’ Brito |

| Arbitro: | Nelli Stepanyan (Armenia) |

|  |           |                                                                 |
|  | Marcatori | 55’ Vanagaitė 63’, 79’ Veličkaitė 85’ Imanalijeva 90+4’ Budrytė |

### Gruppo 7
| squadra      | G | V | P | S | GF | GS | DR  | Pt |
| ------------ | - | - | - | - | -- | -- | --- | -- |
| Medyk Konin  | 3 | 3 | 0 | 0 | 21 | 1  | +20 | 9  |
| SFK 2000     | 3 | 2 | 0 | 1 | 8  | 3  | +5  | 6  |
| Åland United | 3 | 1 | 0 | 2 | 4  | 8  | -4  | 3  |
| Kočani       | 3 | 0 | 0 | 3 | 1  | 22 | -21 | 0  |

| Arbitro: | Sara Persson (Svezia) |

|  |           |                                     |
|  | Marcatori | 5’ Pajor 14’ Gawrońska 53’ Pakulska |

| Arbitro: | Paula Brady (Irlanda) |

|                                              |           |  |
| Robbins 18’ Saario 41’ Dolinsky 68’ Uwak 88’ | Marcatori |  |

| Arbitro: | Knarik Grigoryan (Armenia) |

|                                                                                   |           |  |
| Kuć 10’ Hršum 15’ Djoković 21’ Šešlija 36’ Spahić 45’ Jašarević 49’ Numanović 86’ | Marcatori |  |

| Arbitro: | Paula Brady (Irlanda) |

|                                                                 |           |  |
| Pajor 22’, 48’, 84’, 90+1’ Gawrońska 44’ Sikora 53’ Kamczyk 79’ | Marcatori |  |

| Arbitro: | Sara Persson (Svezia) |

|  |           |           |
|  | Marcatori | 41’ Hršum |

| Arbitro: | Knarik Grigoryan (Armenia) |

|              |           | |
| Jakovska 60’ | Marcatori | 4’, 71’ Pakulska 7’, 56’, 78’ Gawrońska 9’ Kamczyk 35’, 58’ Pajor 49’ Dudek 81’ Žigić 86’ (pen.) Zawiślak |

### Gruppo 8
| squadra             | G | V | P | S | GF | GS | DR  | Pt |
| ------------------- | - | - | - | - | -- | -- | --- | -- |
| Atlético Ouriense   | 3 | 2 | 0 | 1 | 4  | 3  | +1  | 6  |
| Standard Liegi      | 3 | 2 | 0 | 1 | 11 | 1  | +10 | 6  |
| ASA Tel Aviv        | 3 | 1 | 0 | 2 | 3  | 3  | 0   | 3  |
| Cardiff Met. Ladies | 3 | 1 | 0 | 2 | 2  | 13 | -11 | 3  |

| Arbitro: | Eszter Urban (Ungheria) |

|  |           |           |
|  | Marcatori | 83’ Silva |

| Arbitro: | Marta Frias Acedo (Spagna) |

|                            |           |  |
| Lavi 34’ (pen.) Shenar 85’ | Marcatori |  |

| Arbitro: | Viola Raudziņa (Lettonia) |

|                                                                                              |           |  |
| Zeler 23’ (pen.), 45+1’, 54’, 56’, 58’ Lewerissa 25’, 61’ Coutereels 33’, 83’ De Gernier 74’ | Marcatori |  |

| Arbitro: | Marta Frias Acedo (Spagna) |

|                      |           |               |
| Coelho 69’ Pisco 89’ | Marcatori | 79’ Leige Paz |

| Arbitro: | Eszter Urban (Ungheria) |

|  |           |                  |
|  | Marcatori | 17’ Schoenmakers |

| Arbitro: | Viola Raudziņa (Lettonia) |

|                         |           |            |
| Allen 35’ Sargent 90+1’ | Marcatori | 14’ Coelho |

### Seconde classificate
Le 2 migliori seconde classificate si qualificano, insieme alle vincitrici dei gironi, ai sedicesimi. Per determinarne la classifica vengono considerate le partite contro la prima e la terza del gruppo. I criteri per stilare la classifica sono, in ordine di rilevanza, i seguenti:
1. Maggior numero di punti ottenuti
2. Superiore differenza goal
3. Maggior numero di reti segnate
4. Miglior punteggio coefficiente club
5. Fair play nelle 3 partite del girone

| Grp |                      | G | V | P | S | GF | GS | DR | Pt |
| --- | -------------------- | - | - | - | - | -- | -- | -- | -- |
| 6   | Gintra Universitetas | 2 | 1 | 0 | 1 | 6  | 3  | +3 | 3  |
| 3   | Pomurje              | 2 | 1 | 0 | 1 | 5  | 2  | +3 | 3  |
| 2   | Olimpia Cluj         | 2 | 1 | 0 | 1 | 5  | 3  | +2 | 3  |
| 5   | Spartak Subotica     | 2 | 1 | 0 | 1 | 3  | 1  | +2 | 3  |
| 4   | Žytlobud-1 Charkiv   | 2 | 1 | 0 | 1 | 5  | 4  | +1 | 3  |
| 8   | Standard Liegi       | 2 | 1 | 0 | 1 | 1  | 1  | 0  | 3  |
| 7   | SFK 2000             | 2 | 1 | 0 | 1 | 1  | 3  | -2 | 3  |
| 1   | Konak                | 2 | 1 | 0 | 1 | 2  | 5  | -3 | 3  |

## Fase a eliminazione diretta
22 squadre sono qualificate direttamente ai sedicesimi. A esse vengono aggiunte le 10 squadre che hanno superato il turno preliminare. Le fasce per il sorteggio vengono composte in base al coefficiente dei club. Nel sedicesimi di finale non possono essere accoppiate squadre dello stesso Paese o squadre che hanno disputato i preliminari nello stesso girone; nella stessa estrazione vengono inoltre sorteggiati gli accoppiamenti per gli ottavi di finale.
Teste di serie:
- Olympique Lione (127.905)
- Wolfsburg (78.249)
- Torres (68.035)
- FC Rosengård (54.295)
- Fortuna Hjørring (47.550)
- 1. FFC Francoforte (47.249)
- Neulengbach (46.395)
- Brøndby (45.550)
- Sparta Praga (45.220)
- Linköping (44.295)
- Paris Saint-Germain (39.905)
- Zvezda 2005 Perm' (38.510)
- Glasgow City (29.260)
- Barcelona (25.550)
- Zurigo (23.600)
- Bristol Academy (23.305)

Non teste di serie:
- Stabæk (22.900)
- Apollon Limassol (21.280)
- Liverpool (19.305)
- MTK (16.285)
- Rjazan'-VDV (15.510)
- BIIK Kazygurt (14.270)
- Brescia (13.035)
- Twente (11.940)
- Slavia Praga (11.220)
- Stjarnan (9.610)
- Osijek (6.650)
- Pomurje (6.475)
- Medyk Konin (6.105)
- Gintra Universitetas (5.320)
- Atlético Ouriense (4.305)
- Raheny United (3.640)

## Sedicesimi di finale
| Squadra 1            | Totale        | Squadra 2           | Andata | Ritorno   |
| -------------------- | ------------- | ------------------- | ------ | --------- |
| Medyk Konin          | 2-3           | Glasgow City        | 2-0    | 0-3 (dts) |
| Rjazan'-VDV          | 1-5           | FC Rosengård        | 1-3    | 0-2       |
| Brescia              | 0-14          | Olympique Lione     | 0-5    | 0-9       |
| Atlético Ouriense    | 0-9           | Fortuna Hjørring    | 0-3    | 0-6       |
| Slavia Praga         | 0-4           | Barcelona           | 0-1    | 0-3       |
| Raheny United        | 1-6           | Bristol Academy     | 0-4    | 1-2       |
| BIIK Kazygurt        | 2-6           | 1. FFC Francoforte  | 2-2    | 0-4       |
| Gintra Universitetas | 2-2 (5-4 dcr) | Sparta Praga        | 1-1    | 1-1       |
| Pomurje              | 3-7           | Torres              | 2-4    | 1-3       |
| Stabæk               | 1-3           | Wolfsburg           | 0-1    | 1-2       |
| Apollon Limassol     | 2-3           | Brøndby             | 1-0    | 1-3 (dts) |
| MTK                  | 3-4           | Neulengbach         | 1-2    | 2-2 (dts) |
| Osijek               | 2-7           | Zurigo              | 2-5    | 0-2       |
| Liverpool            | 2-4           | Linköping           | 2-1    | 0-3       |
| Twente               | 1-3           | Paris Saint-Germain | 1-2    | 0-1       |
| Stjarnan             | 3-8           | Zvezda 2005 Perm'   | 2-5    | 1-3       |

## Ottavi di finale
| Squadra 1           | Totale | Squadra 2            | Andata | Ritorno |
| ------------------- | ------ | -------------------- | ------ | ------- |
| Zurigo              | 4-5    | Glasgow City         | 2-1    | 2-4     |
| FC Rosengård        | 4-1    | Fortuna Hjørring     | 2-1    | 2-0     |
| Paris Saint-Germain | 2-1    | Olympique Lione      | 1-1    | 1-0     |
| Neulengbach         | 0-11   | Wolfsburg            | 0-4    | 0-7     |
| Linköping           | 5-3    | Zvezda 2005 Perm'    | 5-0    | 0-3     |
| Barcelona           | 1-2    | Bristol Academy      | 0-1    | 1-1     |
| 1. FFC Francoforte  | 9-0    | Torres               | 5-0    | 4-0     |
| Brøndby             | 5-2    | Gintra Universitetas | 5-0    | 0-2     |

## Quarti di finale
Le gare si svolgono a marzo, con andata nei giorni 21 e 22, ritorno il 28 e 29
| Squadra 1       | Totale      | Squadra 2           | Andata | Ritorno |
| --------------- | ----------- | ------------------- | ------ | ------- |
| Bristol Academy | 0 - 12      | 1. FFC Francoforte  | 0-5    | 0-7     |
| Wolfsburg       | 4 - 4 (gfc) | FC Rosengård        | 1-1    | 3-3     |
| Glasgow City    | 0 - 7       | Paris Saint-Germain | 0-2    | 0-5     |
| Linköping       | 1 - 2       | Brøndby             | 0-1    | 1-1     |

## Semifinali
Le semifinali si svolgono in aprile nei giorni 18-19 e 25-26
| Squadra 1          | Totale | Squadra 2           | Andata | Ritorno |
| ------------------ | ------ | ------------------- | ------ | ------- |
| Wolfsburg          | 2 - 3  | Paris Saint-Germain | 0-2    | 2-1     |
| 1. FFC Francoforte | 13 - 0 | Brøndby             | 7-0    | 6-0     |

## Finale
| Arbitro: | Esther Staubli |

|                          |           |           |
| Šašić 32’ Islacker 90+1’ | Marcatori | 40’ Delie |

## Classifica marcatori
Il titolo di capocannoniere del torneo è nuovamente concesso alla giocatrice con il maggior numero di gol segnati nella fase di qualificazione e in quella ad eliminazione diretta. Classifica aggiornata al 14 maggio 2015
Con 14 reti segnate Šašić stabilisce un nuovo primato nell'era della Champions League.
| Posizione | Giocatrice         | Club               | Reti qualificazione | Reti fase finale | Totale reti |
| --------- | ------------------ | ------------------ | ------------------- | ---------------- | ----------- |
| 1         | Célia Šašić        | 1. FFC Francoforte | -                   | 14               | 14          |
| 2         | Milena Nikolić     | Spartak Subotica   | 9                   | -                | 9           |
| 3         | Fabienne Humm      | Zurigo             | 2                   | 6                | 8           |
| 3         | Ewa Pajor          | Medyk Konin        | 7                   | 1                | 8           |
| 5         | Verónica Boquete   | 1. FFC Francoforte | -                   | 6                | 6           |
| 5         | Dzsenifer Marozsán | 1. FFC Francoforte | -                   | 6                | 6           |
| 7         | Cosmina Dușa       | Konak              | 5                   | -                | 5           |
| 7         | Anna Gawrońska     | Medyk Konin        | 5                   | -                | 5           |
| 7         | Eugénie Le Sommer  | Olympique Lione    | -                   | 5                | 5           |
| 7         | Maria Mitkou       | Amazones Dramas    | 5                   | -                | 5           |
| 7         | Anja Mittag        | FC Rosengård       | -                   | 5                | 5           |
| 7         | Josée Nahi         | Zvezda 2005 Perm'  | -                   | 5                | 5           |
| 7         | Fanny Vágó         | Olimpia Cluj       | 5                   | -                | 5           |
| 7         | Aline Zeler        | Standard Liegi     | 5                   | -                | 5           |